# Piper tacananum
Piper tacananum är en pepparväxtart som beskrevs av Trel. & Standley. Piper tacananum ingår i släktet Piper och familjen pepparväxter. Inga underarter finns listade i Catalogue of Life.